# Herpetogramma okamotoi
Herpetogramma okamotoi là một loài bướm đêm trong họ Crambidae.